# Герд Шрайбер
Герд Шрайбер (нім. Gerd Schreiber; 2 квітня 1912, Гіршберг — 27 січня 2004, Альтенгольц) — німецький офіцер-підводник, корветтен-капітан крігсмаріне, адмірал флотилії бундесмаріне. Кавалер Німецького хреста в золоті.

## Біографія
В 1931 році вступив на флот. З 3 січня по 28 липня 1940 року — командир підводного човна U-3, на якому здійснив 2 походи (разом 22 дні в морі), з 31 серпня 1940 року — U-95, на якому здійснив 7 походів (разом 184 дні в морі). 28 листопада 1941 року під час сьомого походу U-95 безпечно подолав Гібралтарську протоку і увійшов в Середземне море, але південно-західніше Альмерії був виявлений нідерландським підводним човном O 21, головним човном свого типу, і потоплений торпедою у швидкоплинній сутичці. 35 членів екіпажу загинули, 12 (включаючи Шрайбера) вціліли і були взяті в полон.Спочатку Шрайбер утримувався в Гібралтарі, проте згодом втік з полону разом з оберлейтенантом-цур-зее Гансом Еєм, командиром потопленого 16 листопада U-433. Вони планували дістатись до Іспанії, а звідти повернутись в Німеччину, проте були схоплені і доставлені в Лондон.
Всього за час бойових дій потопив 8 кораблів загальною водотоннажністю 28 415 тонн і пошкодив 4 кораблі загальною водотоннажністю 27 916 тонн.
| Дата              | Назва корабля          | Тип               | Тоннаж | Вантаж                                     | Екіпаж | Загинули | Країна             | Конвой |
| ----------------- | ---------------------- | ----------------- | ------ | ------------------------------------------ | ------ | -------- | ------------------ | ------ |
| 27 листопада 1940 | Irene Maria            | Торговий пароплав | 1,862  | Баласт                                     | 26     | 26       | Британська імперія | OB-248 |
| 28 листопада 1940 | Ringhorn (пошкоджений) | Торговий пароплав | 1,298  | 1300 тонн вугілля                          | 19     | 0        | Норвегія           | OB-248 |
| 2 грудня 1940     | Conch (пошкоджений)    | Тепловий танкер   | 8,376  | 11 214 тонн мазуту Адміралтейства          | 53     | 0        | Британська імперія | HX-90  |
| 26 грудня 1940    | Waiotira (пошкоджений) | Торговий теплохід | 12,823 | 7000 тонн морожених і генеральних вантажів | 90     | 0        | Британська імперія |        |
| 24 лютого 1941    | Svein Jarl             | Торговий пароплав | 1,908  | Баласт                                     | 22     | 22       | Норвегія           | OB-288 |
| 24 лютого 1941    | Cape Nelson            | Торговий пароплав | 3,807  | Баласт                                     | 38     | 4        | Британська імперія | OB-288 |
| 24 лютого 1941    | Temple Moat            | Торговий пароплав | 4,427  | 6130 тонн вугілля                          | 42     | 42       | Британська імперія | OB-288 |
| 2 березня 1941    | Pacific                | Торговий пароплав | 6,034  | 9000 тонн сталевого брухту                 | 35     | 34       | Британська імперія | HX-109 |
| 5 березня 1941    | Murjek                 | Торговий теплохід | 5,070  | Бавовна                                    | 31     | 31       | Швеція             |        |
| 3 травня 1941     | Taranger               | Торговий теплохід | 4,873  | Баласт                                     | 33     | 1        | Норвегія           |        |
| 20 липня 1941     | Palma (пошкоджений)    | Торговий теплохід | 5,419  |                                            | ?      | 0        | Британська імперія |        |
| 6 вересня 1941    | Trinidad               | Торговий теплохід | 434    | 500 пакунків портвейну і пробки            | 10     | 0        | Панама             |        |

## Звання
- Морський кадет (14 жовтня 1941)
- Лейтенант-цур-зее (1 квітня 1935)
- Оберлейтенант-цур-зее (1 січня 1937)
- Капітан-лейтенант (1 жовтня 1939)
- Корветтен-капітан (1 листопада 1943)

## Нагороди
- Медаль «За вислугу років у Вермахті» 4-го класу (4 роки)
- Залізний хрест 2-го і 1-го класу
- Нагрудний знак підводника
- Німецький хрест в золоті (22 травня 1942)